# Gran Premio d’Italia 2021
Gran Premio d’Italia 2021 – trzecie w kolejności zawody łyżwiarstwa figurowego z cyklu Grand Prix 2021/2022. Zawody odbędą się od 5 do 7 listopada 2021 roku w hali Palavela w Turynie. 
27 sierpnia 2021 roku Międzynarodowa Unia Łyżwiarska ogłosiła, że Gran Premio d’Italia zastąpi zawody Cup of China 2021, które zostały odwołane 16 sierpnia 2021 roku z powodu ograniczeń w lotnictwie międzynarodowym do Chin oraz działań prewencyjnych mających na celu ograniczenie rozprzestrzeniania się wirusa SARS-CoV-2 w tym kraju. Międzynarodowa Unia Łyżwiarska, próbując zachować formę serii Grand Prix, poprosiła swoich członków o zgłoszenie się tych federacji, które byłyby zainteresowane organizacją zawodów z zachowaniem ich oryginalnego terminu. Oprócz zwycięskiej oferty Włoskiej Federacji Sportów Lodowych (Turyn), ISU otrzymała również zgłoszenia od Węgierskiej Federacji Łyżwiarskiej (Debreczyn) i U.S. Figure Skating (Norwood).

## Terminarz
| Data        | Godzina   | Konkurencja     | Segment          |
| ----------- | --------- | --------------- | ---------------- |
| 5 listopada | 15:00 CET | Solistki        | Program krótki   |
| 5 listopada | 17:00 CET | Pary taneczne   | Taniec rytmiczny |
| 5 listopada | 18:45 CET | Pary sportowe   | Program krótki   |
| 5 listopada | 20:20 CET | Soliści         | Program krótki   |
| 6 listopada | 15:00 CET | Solistki        | Program dowolny  |
| 6 listopada | 17:10 CET | Pary taneczne   | Taniec dowolny   |
| 6 listopada | 19:05 CET | Pary sportowe   | Program dowolny  |
| 6 listopada | 20:45 CET | Soliści         | Program dowolny  |
| 7 listopada | 15:00 CET | Pokazy mistrzów | Pokazy mistrzów  |

## Rekordy świata
| Rekordy świata (GOE±5) na moment rozpoczęcia zawodów (stan na 5 listopada 2021): | Rekordy świata (GOE±5) na moment rozpoczęcia zawodów (stan na 5 listopada 2021): | Rekordy świata (GOE±5) na moment rozpoczęcia zawodów (stan na 5 listopada 2021): | Rekordy świata (GOE±5) na moment rozpoczęcia zawodów (stan na 5 listopada 2021): | Rekordy świata (GOE±5) na moment rozpoczęcia zawodów (stan na 5 listopada 2021): | Rekordy świata (GOE±5) na moment rozpoczęcia zawodów (stan na 5 listopada 2021): |
| Konkurencja                                                                      | Segment                                                                          | Zawodnicy                                                                        | Punkty                                                                           | Zawody                                                                           | Data                                                                             |
| -------------------------------------------------------------------------------- | -------------------------------------------------------------------------------- | -------------------------------------------------------------------------------- | -------------------------------------------------------------------------------- | -------------------------------------------------------------------------------- | -------------------------------------------------------------------------------- |
| Soliści                                                                          | Nota łączna                                                                      | Nathan Chen                                                                      | 335,30                                                                           | Finał Grand Prix 2019                                                            | 7 grudnia 2019                                                                   |
| Soliści                                                                          | Program dowolny                                                                  | Nathan Chen                                                                      | 224,92                                                                           | Finał Grand Prix 2019                                                            | 7 grudnia 2019                                                                   |
| Soliści                                                                          | Program krótki                                                                   | Yuzuru Hanyū                                                                     | 111,82                                                                           | Mistrzostwa czterech kontynentów 2020                                            | 7 lutego 2020                                                                    |
| Solistki                                                                         | Nota łączna                                                                      | Kamiła Walijewa                                                                  | 265,08                                                                           | Skate Canada International 2021                                                  | 30 października 2021                                                             |
| Solistki                                                                         | Program dowolny                                                                  | Kamiła Walijewa                                                                  | 180,89                                                                           | Skate Canada International 2021                                                  | 30 października 2021                                                             |
| Solistki                                                                         | Program krótki                                                                   | Alona Kostornoj                                                                  | 85,45                                                                            | Finał Grand Prix 2019                                                            | 6 grudnia 2019                                                                   |
| Pary sportowe                                                                    | Nota łączna                                                                      | Sui Wenjing / Han Cong                                                           | 234,84                                                                           | Mistrzostwa świata 2019                                                          | 21 marca 2019                                                                    |
| Pary sportowe                                                                    | Program dowolny                                                                  | Sui Wenjing / Han Cong                                                           | 155,60                                                                           | Mistrzostwa świata 2019                                                          | 21 marca 2019                                                                    |
| Pary sportowe                                                                    | Program krótki                                                                   | Aleksandra Bojkowa / Dmitrij Kozłowskij                                          | 82,34                                                                            | Mistrzostwa Europy 2020                                                          | 22 stycznia 2020                                                                 |
| Pary taneczne                                                                    | Nota łączna                                                                      | Gabriella Papadakis / Guillaume Cizeron                                          | 226,61                                                                           | NHK Trophy 2019                                                                  | 23 listopada 2019                                                                |
| Pary taneczne                                                                    | Taniec dowolny                                                                   | Gabriella Papadakis / Guillaume Cizeron                                          | 136,58                                                                           | NHK Trophy 2019                                                                  | 23 listopada 2019                                                                |
| Pary taneczne                                                                    | Taniec rytmiczny                                                                 | Gabriella Papadakis / Guillaume Cizeron                                          | 90,03                                                                            | NHK Trophy 2019                                                                  | 22 listopada 2019                                                                |

## Wyniki

### Soliści
| Poz. | Zawodnik            | Nota łączna | SP  | SP    | FS  | FS     |
| ---- | ------------------- | ----------- | --- | ----- | --- | ------ |
| 1    | Yuma Kagiyama       | 278,02      | 7   | 80,53 | 1   | 197,49 |
| 2    | Michaił Kolada      | 273,55      | 4   | 92,30 | 2   | 181,25 |
| 3    | Daniel Grassl       | 269,00      | 2   | 95,67 | 3   | 173,33 |
| 4    | Deniss Vasiļjevs    | 248,44      | 5   | 85,09 | 4   | 163,35 |
| 5    | Cha Jun-hwan        | 247,74      | 3   | 95,56 | 6   | 152,18 |
| 6    | Kazuki Tomono       | 245,11      | 6   | 83,91 | 5   | 161,20 |
| 7    | Jin Boyang          | 242,27      | 1   | 97,89 | 9   | 144,38 |
| 8    | Piotr Gumiennik     | 226,76      | 9   | 76,81 | 7   | 149,95 |
| 9    | Dmitrij Alijew      | 217,67      | 10  | 71,07 | 8   | 146,60 |
| 10   | Chen Yudong         | 200,96      | 8   | 78,79 | 10  | 122,17 |
| 11   | Gabriele Frangipani | 167,60      | 12  | 55,09 | 11  | 112,51 |
| WD   | Paul Fentz          | DNF         | 11  | 57,17 | DNF | DNF    |
| WD   | Yan Han             | DNS         | DNS | DNS   | DNS | DNS    |
| WD   | Lin Shan            | DNS         | DNS | DNS   | DNS | DNS    |

### Solistki
| Poz. | Zawodniczka       | Nota łączna | SP  | SP    | FS  | FS     |
| ---- | ----------------- | ----------- | --- | ----- | --- | ------ |
| 1    | Anna Szczerbakowa | 236,78      | 3   | 71,73 | 1   | 165,05 |
| 2    | Majia Chromych    | 226,35      | 2   | 72,04 | 2   | 154,31 |
| 3    | Loena Hendrickx   | 219,05      | 1   | 73,52 | 3   | 145,53 |
| 4    | Mai Mihara        | 214,95      | 5   | 70,46 | 4   | 144,49 |
| 5    | Satoko Miyahara   | 209,57      | 4   | 70,85 | 5   | 138,72 |
| 6    | Kim Ye-lim        | 193,50      | 7   | 62,78 | 6   | 121,91 |
| 7    | Sofja Samodurowa  | 180,59      | 9   | 58,68 | 7   | 121,91 |
| 8    | Lim Eun-soo       | 179,58      | 6   | 67,03 | 8   | 112,55 |
| 9    | Zhu Yi            | 171,25      | 8   | 60,00 | 9   | 111,25 |
| 10   | Nicole Schott     | 167,20      | 10  | 58,33 | 10  | 108,87 |
| 11   | Lara Naki Gutmann | 158,57      | 11  | 54,83 | 11  | 103,74 |
| 12   | Lucrezia Beccari  | 148,29      | 12  | 53,35 | 12  | 94,94  |
| WD   | Bradie Tennell    | DNS         | DNS | DNS   | DNS | DNS    |
| WD   | Chen Hongyi       | DNS         | DNS | DNS   | DNS | DNS    |

### Pary sportowe
| Poz. | Zawodnicy                              | Nota łączna | SP | SP    | FS  | FS     |
| ---- | -------------------------------------- | ----------- | -- | ----- | --- | ------ |
| 1    | Sui Wenjing / Han Cong                 | 224,55      | 1  | 80,07 | 1   | 144,48 |
| 2    | Peng Cheng / Jin Yang                  | 211,86      | 2  | 76,71 | 2   | 135,15 |
| 3    | Julija Artiemjewa / Michaił Nazaryczew | 187,01      | 4  | 61,90 | 3   | 125,11 |
| 4    | Nicole Della Monica / Matteo Guarise   | 179.26      | 3  | 65,12 | 4   | 114,14 |
| 5    | Rebecca Ghilardi / Filippo Ambrosini   | 165,45      | 5  | 60,89 | 6   | 104,56 |
| 6    | Alina Piepielewa / Roman Pleszkow      | 162,71      | 7  | 52,72 | 5   | 109,99 |
| 7    | Sara Conti / Niccolò Macii             | 152,72      | 6  | 54,55 | 7   | 98,17  |
| WD   | Annika Hocke / Robert Kunkel           | DNF         | 8  | 49,16 | DNF | DNF    |

### Pary taneczne
| Poz. | Zawodnicy                                    | Nota łączna | RD  | RD    | FD  | FD     |
| ---- | -------------------------------------------- | ----------- | --- | ----- | --- | ------ |
| 1    | Gabriella Papadakis / Guillaume Cizeron      | 220,06      | 1   | 87,45 | 1   | 132,61 |
| 2    | Madison Hubbell / Zachary Donohue            | 207,90      | 2   | 84,79 | 2   | 123,11 |
| 3    | Aleksandra Stiepanowa / Iwan Bukin           | 202,18      | 3   | 81,47 | 3   | 120,71 |
| 4    | Wang Shiyue / Liu Xinyu                      | 184,59      | 5   | 73,28 | 4   | 111,31 |
| 5    | Caroline Green / Michael Parsons             | 178,26      | 4   | 75,60 | 6   | 102,66 |
| 6    | Jewgienija Łopariowa / Geoffrey Brissaud     | 174,63      | 6   | 67,31 | 5   | 107,32 |
| 7    | Carolane Soucisse / Shane Firus              | 163,86      | 8   | 63,40 | 7   | 100,46 |
| 8    | Katharina Müller / Tim Dieck                 | 158,97      | 7   | 63,41 | 9   | 95,56  |
| 9    | Chen Hong / Sun Zhuoming                     | 158,12      | 9   | 62,37 | 8   | 95,75  |
| 10   | Carolina Moscheni / Francesco Fioretti       | 140,83      | 10  | 55,79 | 10  | 85,04  |
| WD   | Carolina Portesi Peroni / Michael Chtastecky | DNS         | DNS | DNS   | DNS | DNS    |